# Armin van Buuren
Armin Jozef Jacobus Daniël van Buuren (en neerlandés: [ˈɑrmɪn vɑn ˈbyːrə(n)]; Leiden, Países Bajos; 25 de diciembre de 1976) es un DJ, remezclador y productor discográfico neerlandés.
Según el ranking elaborado por DJ Mag, ha sido nombrado DJ número uno del mundo en 2007, 2008, 2009, 2010 y 2012, siendo el único hasta la fecha en conseguir este galardón cuatro veces consecutivas y cinco veces en total. Desde 2001 conduce A State of Trance, un programa de radio semanal con una audiencia estimada en millones a lo largo de decenas de países, lo cual lo convierte en uno de los programas de radio más escuchados a nivel internacional. Su álbum de estudio Imagine lanzado en 2008 entró en el número uno de la lista neerlandesa de álbumes, siendo así la primera vez que un artista de música dance obtiene ese lugar en las listas neerlandesas. En 2014, fue nominado para un Premio Grammy por la mejor grabación dance por su sencillo «This Is What It Feels Like» con Trevor Guthrie. En los Estados Unidos, mantiene el récord de álbumes ingresados en la lista Dance/Electronic Albums de Billboard, con veintiuno. Actualmente está ubicado en el puesto n.º 6 de la encuesta realizada en 2024 por la revista DJ Mag.

## Vida personal
Armin van Buuren nació en Leiden, Países Bajos, el 25 de diciembre de 1976, pero creció en Koudekerk aan den Rijn. Sus padres son Marianne Verwaijen y Joep van Buuren, también tiene un hermano llamado Eller van Buuren. Se sintió apasionado por la música desde corta edad. Su motivación inició por el hecho de que su padre era un gran amante de la música cristiana y le transmitió esta pasión. Además de la música, Armin se interesó en la tecnología y la computación. Muy autónomo desde corta edad; a los catorce años compró su primer mezclador, recibió prestado el sintetizador de su padre y comenzó a producir música.
Durante la adolescencia, Armin iba a la escuela en su bicicleta y aprovechaba estos viajes para escuchar música a través de los auriculares. En aquella época, Armin escuchaba la música de Jean-Michel Jarre y Ben Liebrand. Fue así como envió una demostración de su propio trabajo a Ben Liebrand y como resultado, Liebrand sintió aprecio por música de Armin. Al corto tiempo, Ben y Armin empezaron a producir y mezclar juntos.
Van Buuren se graduó en el Stedelijk Gymnasium Leiden en 1995, y estudió derecho en la Universidad de Leiden. En 1999, conoció a Dave Lewis, quien lo presentó como DJ en Inglaterra y Estados Unidos. A medida que su carrera musical comenzó a despegar, dejó aparcados sus estudios de derecho, aunque finalmente logró graduarse en 2003.
El 18 de septiembre de 2009, Van Buuren se casó con Erika van Thiel. Su hija Fenna nació en julio de 2011. Armin anunció horas antes de que encabezara el escenario principal en Tomorrowland el 27 de julio de 2013, que su esposa había dado a luz a un hijo, Remy.

## Carrera

### 1996–99: Comienzos y primeros éxitos
En 1996, Armin lanzó EP y Push on Timeless Records. Van Buuren tuvo su primer éxito con una canción llamada "Blue Fear", que fue lanzada bajo el sello Cyber Records en 1997. Otra exitosa canción, "Communication", fue lanzada bajo el mismo sello y se hizo popular en Ibiza, España en el verano. de 1999. Después de firmar con AM PM Records, esta pista entró en el UK Singles Chart en el n º 18 en 2000.
A principios de 1999, Van Buuren comenzó su sello Armind junto con United Recordings. El primer lanzamiento, Gig - "One", fue bien recibido. El segundo lanzamiento, "Touch Me" con el nombre Rising Star, se firmó con Ministry of Sound en el Reino Unido, antes de que se publicara el disco. En el momento de su tercer lanzamiento, Gimmick - "Free" se firmó con R & S Records. Durante este año, remezcló los dos primeros sencillos de Gouryella ( Gouryella y Walhalla ) y, bajo la apariencia de Rising Star, produjo un remix de L'Esperanza, una canción de Airscape.

### 2000–04:A State of Trancey76

Logo oficial y actual de Armin van Buuren

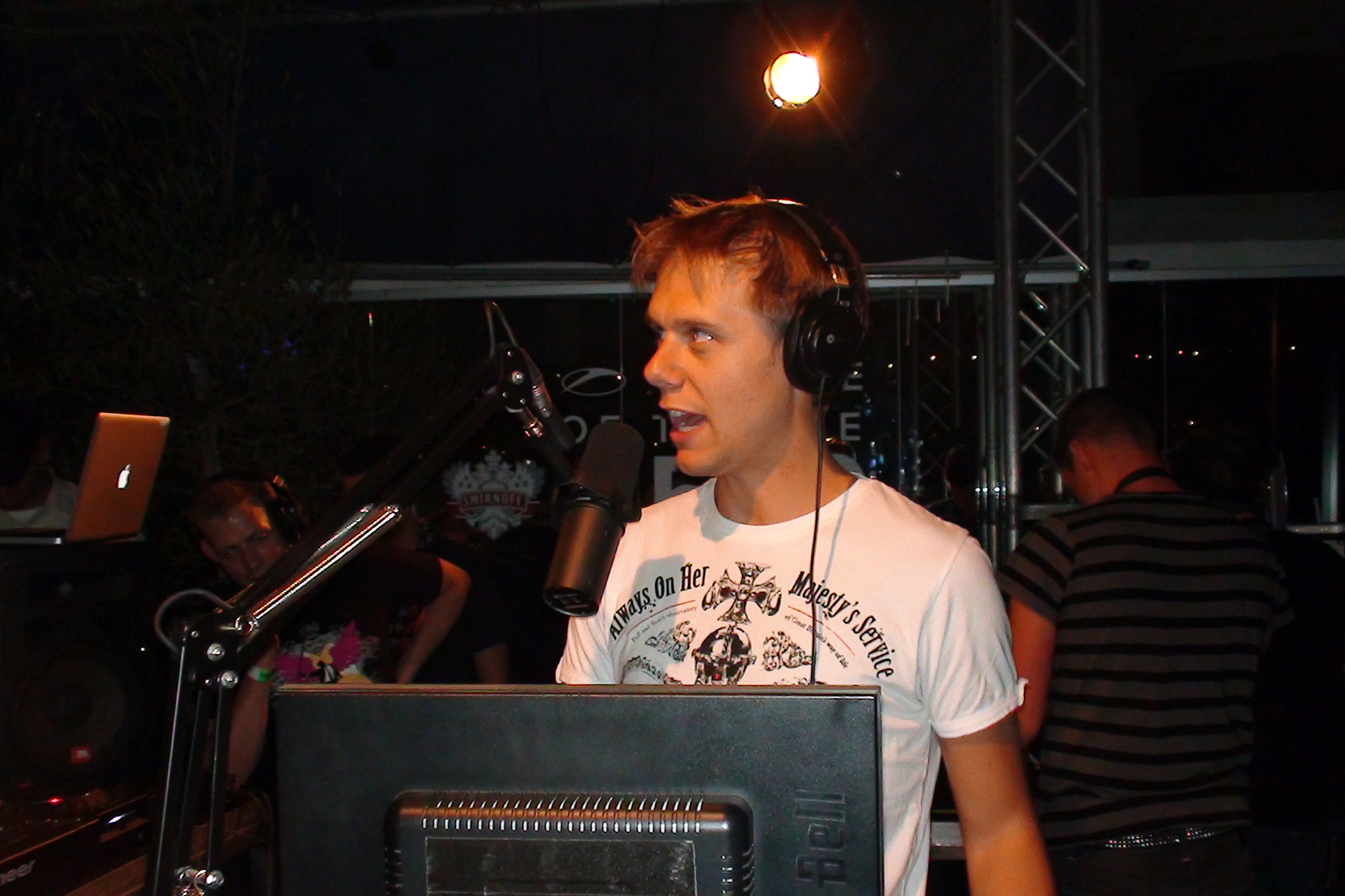
Van Buuren retransmite el hito número 500 de su espectáculo A State of Trance en la pre-party oficial, en vivo desde Club Trinity en Ciudad del Cabo el 17 de marzo de 2011.

En 2000, Van Buuren comenzó su propia serie de compilación de Armin van Buuren, una mezcla de estilos de música house y trance progresivo. Su primer álbum recopilatorio, A State of Trance (que no debe confundirse con sus programas de radio semanales A State of Trance), vendió 10 000 copias Trabajando en equipo con Tiësto, nacieron dos nuevos proyectos: Major League - "Wonder Where You Are?" fue lanzado en Black Hole Recordings y Alibi - "Eternity" fue lanzado en Armind. "Eternity" recibió el éxito del club y el cuadro y se firmó con Paul van Dyk '. Otra gran colaboración siguió esto. Junto con Ferry Corsten, Van Buuren grabó un riff titulado "Exhale " para el álbum de System F, Out of the Blue. Lanzado como sencillo, esta pista alcanzó el estado Gold. Bajo el seudónimo de Gaia (dúo) lanzó "4 Elements" en Captivating Sounds, una sub-etiqueta de Warner Brothers.
Su segundo álbum, Basic Instinct presentaba una nueva canción: "Perpetuous Dreamer" - "The Sound of Goodbye". Esta canción entró en las listas neerlandesas en junio de 2001 en el número 26. Más adelante en el año, la canción alcanzó el número 1 en la lista Hot Dance Club Songs. El tercer álbum, In Motion fue lanzado el 6 de agosto de 2001. Un cuarto álbum, Transparence, siguió en 2002. En 2003, trabajó con artistas tales como DJ Seth Alan Fannin a lo largo de una gira mundial en Dance Revolution en Europa, vendiendo a las de multitudes de 20,000 personas en los Países Bajos.
En marzo de 2001, Van Buuren comenzó su propio programa de radio en ID & T Radio (transmitido tradicionalmente en holandés y luego inglés desde ASOT 183). En este programa semanal de dos horas, titulado A State of Trance, interpreta las últimas canciones populares de trance y publica los artistas y rastrear títulos en su sitio web. Cuando ID & T Radio cambió de género en 2004, Van Buuren movió A State of Trance a Fresh FM y luego a SLAM! FM, dos estaciones de radio neerlandesas. Ahora es una función semanal en Radio 538, la estación de radio neerlandesa, DI.FM, una estación de radio en línea, y en XM Satellite Radio, canal 52 en los Estados Unidos y Canadá. Puede encontrar una lista completa de las estaciones que emiten A State of Trance en la sección ASOT del sitio web de Armin.
En 2002, tuvo una residencia en Glow en Washington D. C., y tocó en América del Norte. Él apareció regularmente en Amnesia en la isla de Ibiza, Islas Baleares, España. En octubre de ese año, Van Buuren fue votado número 5 en el DJ Magazine.
En junio de 2003, Van Buuren celebró el episodio número 100 de A State of Trance en Bloomingdale, Bloemendaal aan Zee, Países Bajos, y lanzó su álbum de estudio debut, 76, un álbum de 76 minutos dividido en 13 pistas.

### 2005–09:ShiverseImagine

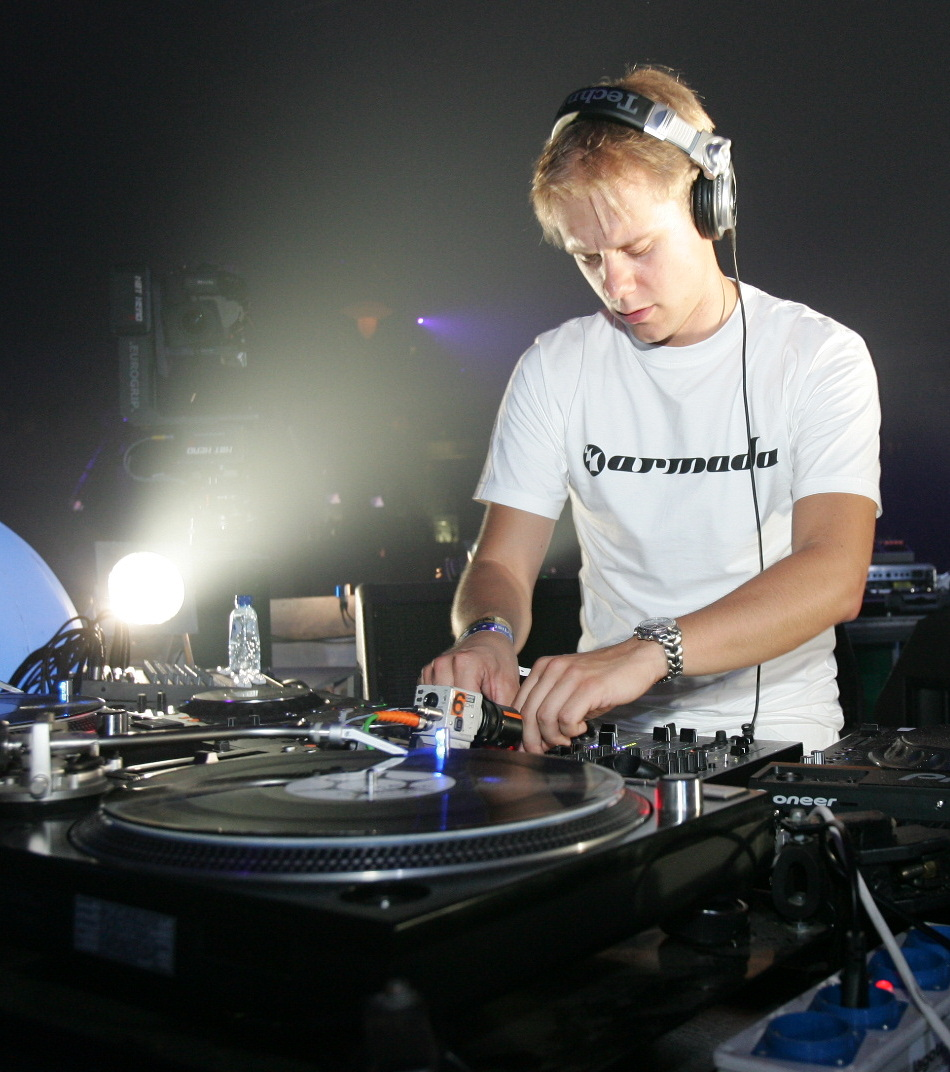
Van Buuren en Sensation White 2005.

El 2 de junio de 2005, celebró el episodio número 200 de A State of Trance en Museumplein, Ámsterdam, Países Bajos. El 8 de agosto de 2005, Van Buuren lanzó su segundo álbum de estudio, Shivers. En el álbum Van Buuren trabajó con artistas como la cantante paquistaní-estadounidense Nadia Ali, la cantante inglesa Justine Suissa y el dúo de trance estadounidense Gabriel & Dresden.
El 25 de mayo de 2006, celebró con varios artistas el episodio número 250 de A State of Trance en Asta, La Haya, Países Bajos. Fue votado n.° 2 en el 2006 DJ Mag. El 17 de mayo de 2007, celebró con varios artistas el episodio 300 de A State of Trance en Pettelaarse Schans, Den Bosch, Países Bajos.

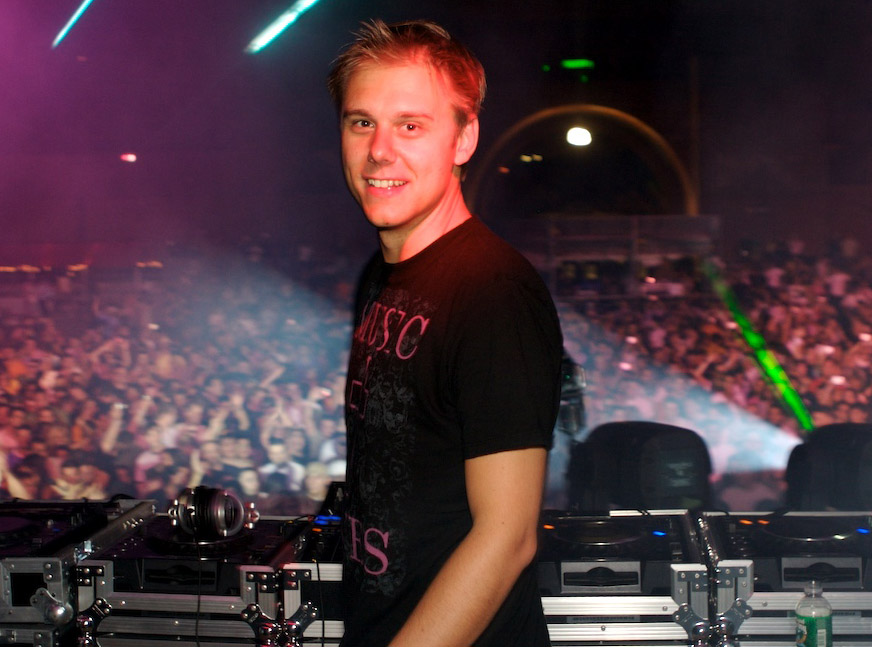
Van Buuren en un evento en Nueva York 2007.

Finalmente, Armin alcanzó el n.° 1 en el DJ Mag 2007.
El 12 de enero de 2008, Van Buuren recibió el "Buma Cultuur Pop Award", el premio de música neerlandesa más prestigioso.
El 17 de abril de 2008, Van Buuren lanzó su tercer álbum de estudio, Imagine. Cuenta con la colaboración de cantantes como Jacqueline Govaert de Krezip. El álbum debutó en el número uno en la lista de álbumes holandeses. El segundo sencillo lanzado del álbum, "In and Out of Love", con Sharon den Adel de la banda Within Temptation, ha generado un video musical que se ha visto más de 150 millones de veces en YouTube.
Desde el lanzamiento de Imagine, Van Buuren ha estado trabajando con Benno de Goeij de Rank 1 en producciones solistas y remixes. El 1 de mayo de 2008, celebró con varios artistas el episodio 350 de A State of Trance en Noxx, Amberes, Bélgica. Fue votado como n.° 1 en el 2008 DJ Mag nuevamente.
Colaboró con su hermano, el guitarrista Eller van Buuren, en Together As One en Los Ángeles, EE. UU., En la víspera de Año Nuevo 2009, así como en el álbum de estudio 2008 de Armin, Imagine. Su actuación con su hermano en Together As One fue también el último evento de su gira mundial Armin Only: Imagine.
Para celebrar el episodio 400 de A State of Trance, actuó en tres espectáculos con varios artistas en abril de 2009 en Club Bután, Wuppertal, Alemania, AIR, Birmingham, Reino Unido y Maassilo, Róterdam, Países Bajos.
También en 2009, Foreign Media Games anunció la producción de Armin van Buuren: In the Mix, un videojuego musical producido en colaboración con Cloud 9 Music y la etiqueta Armada Music de Van Buuren. El título fue lanzado el 12 de noviembre de 2010 exclusivamente para la consola Wii.
Fue elegido N.º 1 en el DJ Mag 2009 por tercer año consecutivo.

### 2010–14:MirageeIntense
El 3 de marzo de 2010, Van Buuren fue galardonado con el Golden Harp, por su trabajo musical y contribución a la música neerlandesa, por BUMA / STEMRA en la Buma Harpen Gala 2010 en Hilversum, Países Bajos.
Para celebrar el episodio 450 de A State of Trance, actuó con varios artistas en cinco espectáculos en dos continentes. Los lugares fueron: The Guvernment, Toronto, Canadá el 1 de abril de 2010, Roseland Ballroom, Nueva York, EE. UU. El 2 de abril y el 3 de abril nuevamente, Expo Arena, Bratislava, Eslovaquia el 9 de abril y Centennial Hall, Wroclaw, Polonia el 24 abril.
El 23 de junio de 2010, se anunció que el cuarto álbum de estudio de Van Buuren, Mirage debía ser lanzado el 10 de septiembre. El primer sencillo "Full Focus" fue lanzado a través de iTunes Store el 24 de junio. La canción alcanzó su punto máximo en el número 60 en los Países Bajos. Uno de los temas confirmados del álbum es una colaboración con la cantante inglesa Sophie Ellis-Bextor llamada " Not Giving Up on Love ", que fue lanzada como sencillo del cuarto álbum de estudio de Bextor, Make a Scene.
Armin también escribió una canción para el cantante inglés Seal, pero debido al lanzamiento de su álbum de grandes éxitos, Hits, la colaboración nunca se dio.
El 12 de septiembre de 2010, Van Buuren lanzó "A State of Sundays", un nuevo programa de radio semanal de 24 horas transmitido por Sirius XM Radio.
El 20 de octubre de 2010, Van Buuren ganó el premio al DJ internacional más popular presentado por The Golden Gnomes. Una semana más tarde se anunció, por cuarto año consecutivo, como el DJ número uno en DJ Mag.
La edición 2010 de Armin Only: Mirage comenzó en noviembre de 2010, en Utrecht, Países Bajos, y fue seguida por espectáculos en San Petersburgo, Kiev, Buenos Aires, Melbourne, Beirut, Poznań, Moscú y Bratislava.

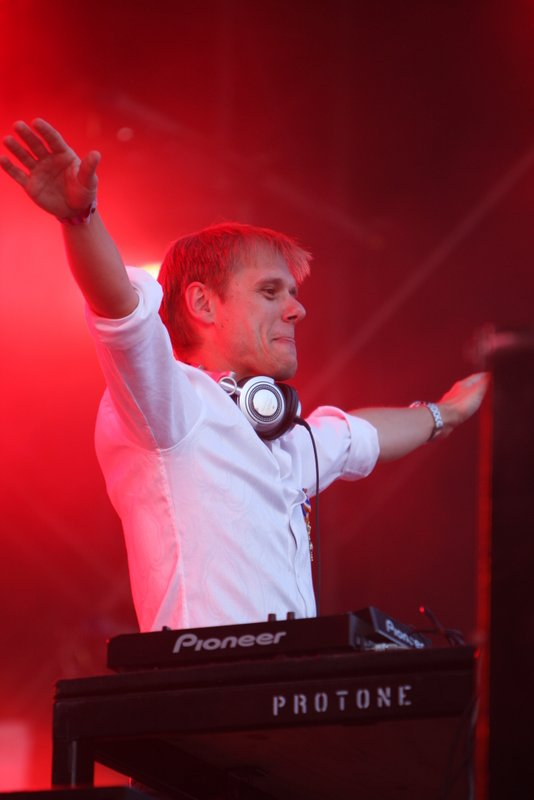
Armin van Buuren en 2011.

En marzo y abril de 2011, celebrando el episodio 500 de su programa de radio, Van Buuren realizó seis shows en vivo junto con varios artistas; la primera fue en Johannesburgo, Sudáfrica, en MTN Expo Centre, y la segunda en Miami 's Ultra Music Festival. Posteriormente actuó en el club GEBA de Buenos Aires, Argentina. Esa misma noche, embarcó en un avión y tocó al día siguiente en un evento organizado por Lollapalooza que se desarrolló en el Parque O'Higgins de la capital chilena. Luego de algunos días de descanso, participó del gran evento de Brabanthallen en Den Bosch, Países Bajos, que incluyó a más de 30 DJ de países de todo el mundo y contó con la asistencia de más de 30 000 personas. El espectáculo final se celebró en Sídney el 16 de abril en Acer Arena.
En 2011, Van Buuren fue nombrado Oficial de la Orden de Orange-Nassau por sus servicios a la danza neerlandesa y la economía musical. Ese año también recibió las llaves de la ciudad de Leiden del alcalde de la ciudad, además de ser votado como el número dos en el DJ Mag 2011.
Para celebrar el episodio 550 de A State of Trance, actuó con varios artistas en dos continentes diferentes durante la cuarta semana. El espectáculo se llamó A State of Trance 550: Invasion. El primer evento se celebró en Ministry of Sound en Londres el 1 de marzo de 2012. El 7 de marzo, Moscú celebró el segundo evento en Expocentre. El show de Kiev se realizó en el International Exhibition Centre el 10 de marzo. El 17 de marzo, como parte del festival Beyond Wonderland en Los Ángeles y el 25 de marzo en el Ultra Music Festival de Miami. El 31 de marzo tuvo lugar la edición más grande y final de ASOT 550 en el Brabanthallen de Den Bosch, Países Bajos.
El 19 de octubre de 2012, Van Buuren fue anunciado por quinto año consecutivo como el DJ número uno del mundo según DJ Mag.
Para celebrar el episodio 600 de A State of Trance, Van Buuren anunció que tocaría con varios artistas de todo el mundo a principios de 2014. El espectáculo se llamó A State of Trance 600: The Expedition. Se anunció que el programa recorrería el mundo, incluidas las paradas en Madrid, Ciudad de México, São Paulo, Minsk, Sofía, Beirut, Kuala Lumpur, Mumbai, Miami, Ciudad de Guatemala, Nueva York y Den Bosch.
El 30 de abril de 2013 vio la abdicación de la reina Beatriz de los Países Bajos en favor de su hijo, el rey Guillermo Alejandro de los Países Bajos, que fue coronado ese día. Van Buuren fue el acto principal en una actuación para una audiencia en vivo celebrando la coronación del rey en Ámsterdam. Mientras se presentaba en vivo junto con la Orquesta Real del Concertgebouw, el rey, la reina Máxima y sus tres hijas hicieron una visita no planificada al escenario.
El 19 de octubre de 2013, Armin van Buuren ocupó el segundo lugar en DJ Mag.
El 26 de enero de 2014, Armin van Buuren asistió a los 56.os Premios Grammy, en relación con su nominación al Premio Grammy por el sencillo con la participación de Trevor Guthrie, "This Is What It Feels Like" en la categoría de mejor grabación de baile.

### 2015–2018:Embracey sencillos posteriores

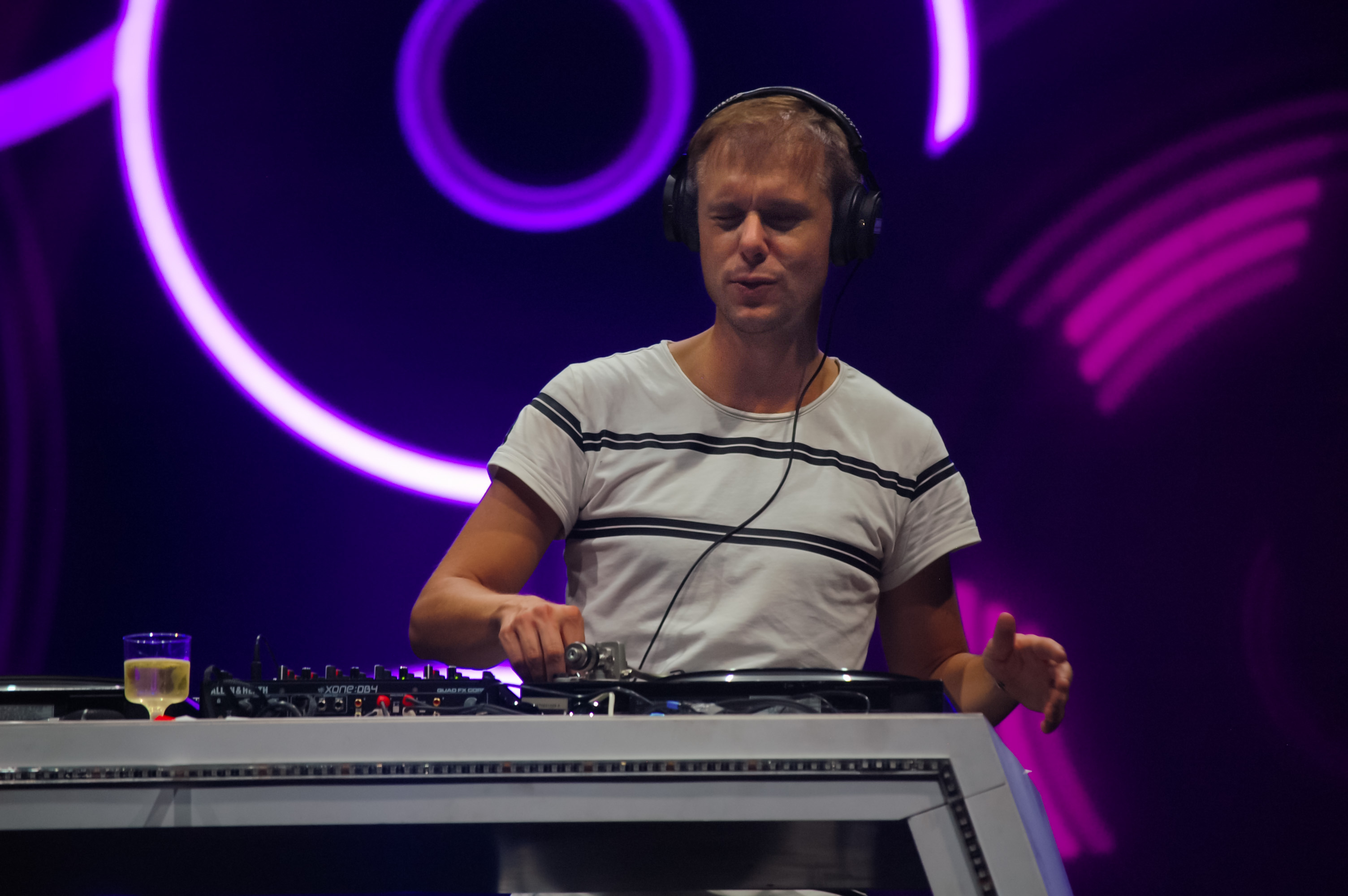
Armin van Buuren en Kiev, 2017.

El 8 de mayo de 2015, Armin van Buuren lanzó el primer sencillo de su sexto álbum de estudio, Embrace, que se lanzó el 29 de octubre de 2015. El sencillo se titula "Another You" con Mr. Probz. Tres semanas después de lanzar "Another You", Van Buuren también debutó con otro remix del tema oficial de Game of Thrones, que originalmente fue realizado por el compositor Ramin Djawadi.
El 16 de octubre de 2015, Armin van Buuren lanzó el siguiente sencillo de Embrace llamado "Strong Ones" con Cimo Fränkel. Esto fue seguido por el lanzamiento de su colaboración con Cosmic Gate "Embargo", el 22 de octubre de 2015. Para acompañar el lanzamiento del álbum, Van Buuren anunció el regreso de la serie de fiestas Armin Only.
Esta edición de la gira se titulará Armin Only: Embrace y tendrá lugar a lo largo de 2015, 2016, e inicios de 2017. Como sugiere el título de la gira, se basará en la colección de música que ha exhibido en su nuevo álbum.
El 4 de agosto de 2016 reveló su primer EP con el nombre de Old Skool.
En noviembre de 2016, Armin anunció un evento especial para celebrar su 20° aniversario de carrera profesional, llamado The Best Of Armin Only. Tuvo lugar los días 12 y 13 de mayo de 2017 en Ámsterdam, Países Bajos, en el estadio Ámsterdam Arena.
El 12 de diciembre de 2016 Van Buuren reveló una colaboración con el dúo del género Psytrance, Vini Vici en una canción llamada "Great Spirit", acumuló 1 millón de reproducciones en una semana; actualmente cuenta con más de 100 millones de reproducciones en Youtube.
El 6 de enero de 2017 reveló un nuevo sencillo llamado "I Need You", esta vez colaborando con el productor discográfico, Fernando Garibay y la gran voz de Olaf Blackwood. Ese mismo año reveló otro sencillo llamado Sunny Days con Josh Cumbee.
A finales de 2017, Armin van Buuren anunció que lanzaría un curso en línea en MasterClass donde compartirá su experiencia en la producción de su música.
El 2 de febrero de 2018, lanzó un nuevo sencillo, distinto a otros trabajos que ha realizado Van Buuren, esta vez trabajando con el género Funky House, en una canción llamada Sex, Love & Water con la voz de Conrad Sewell.
Durante los siguientes meses de 2018, ha lanzado algunos sencillos, como "The Last Dancer" en colaboración con Shapov; "Therapy" con la voz de James Newman (hermano de John Newman); lanzó un EP titulado "Blah Blah Blah (EP)", en el cual lanzó "Just As You Are", segunda colaboración con Fiora y además bajo su alias Rising Star; "Popcorn" con Alexander Popov, incluyó la anteriormente lanzada "The Last Dancer" y finalmente la canción que le da el título al EP "Blah Blah Blah", canción que causó furor cuando Armin la tocó por primera vez en la edición 2018 del Ultra Music Festival de Miami en marzo.

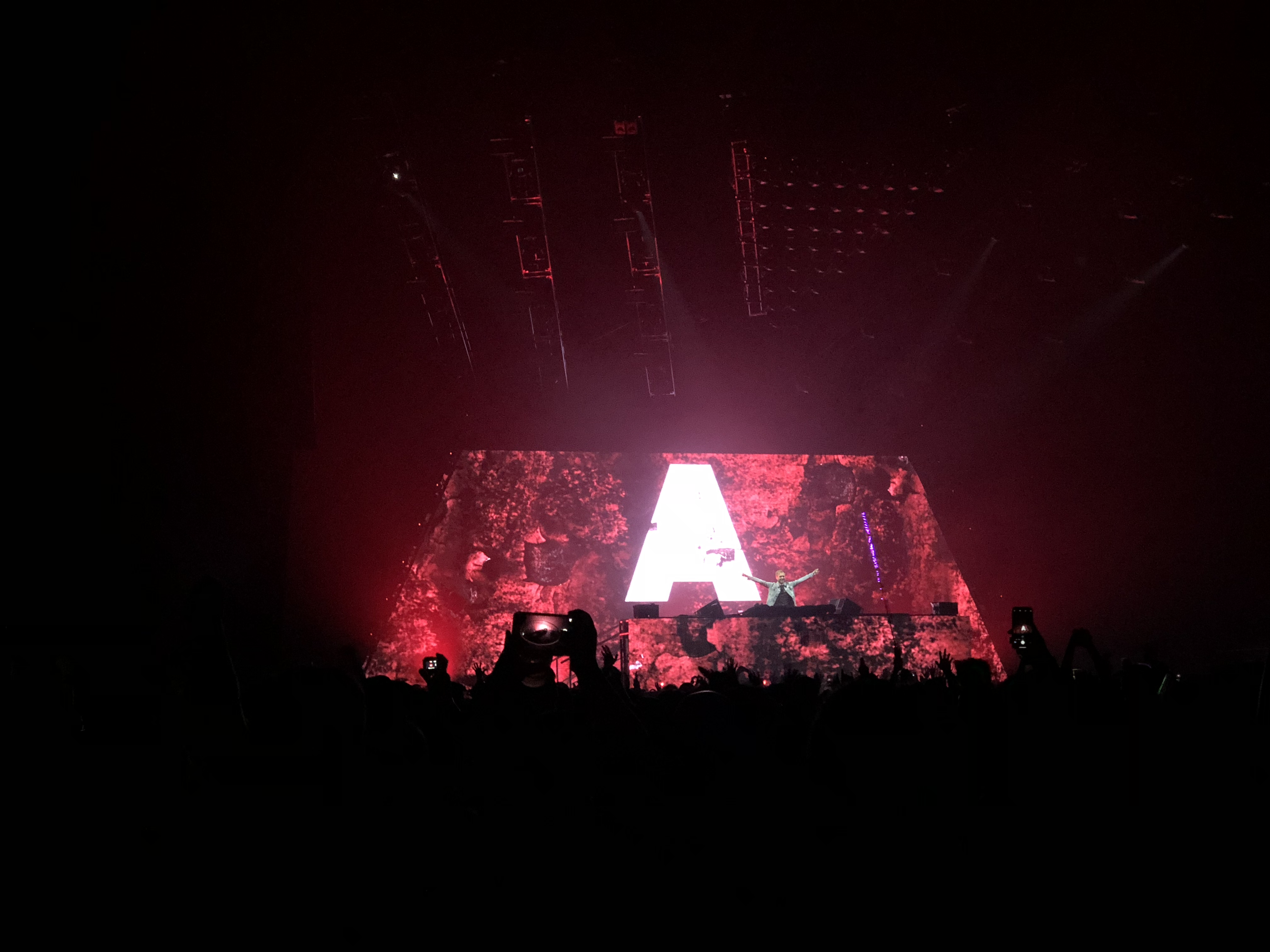
Concierto de Armin van Buuren en San Francisco, 2018.

Posteriormente, se confirmó la colaboración con Vini Vici y con el productor brasileño Alok llamada "United", presentando a Zafrir Ifrach; canción que sonó en Tomorrowland 2018, al igual que Our Origin, su segunda colaboración con Shapov.
Durante su segunda residencia en el Hï Ibiza, lanzó junto a Sunnery James & Ryan Marciano la segunda edición de su primera colaboración, esta vez llamado "You Are Too". El 19 de octubre de 2018, Armin lanzó una canción que estrenó en el Ultra Music Festival Miami en marzo, hasta Untold 2018 dando el nombre oficial como Wild Wild Son y la colaboración con Sam Martin. Una semana más tarde, lanzó la versión Club Mix de "Wild Wild Son", al mismo tiempo que anunció el himno para el episodio 900 de A State of Trance, a celebrarse en febrero de 2019 será "Lifting You Higher".

### 2019–2020:Álbum "Balance"
El 6 de octubre de 2019 actuó en la plaza de la República en Ereván, Armenia, como acto de apertura del Congreso Mundial de Tecnología de la Información (WCIT).
El 25 de octubre de 2019, lanzó su séptimo álbum de estudio, Balance.
Después del anuncio del nuevo álbum en el episodio 930 de su radio ASOT, muchos comenzaron a sospechar que es posible que se anuncie una nueva gira Armin Only. Aún no hay noticias de si eso ocurrirá pero van Buuren ha anunciado varios tours bajo el nombre "Balance Tour". El primero, "Balance China Tour", fue anunciado el 26 de septiembre de 2019 con fechas a lo largo de noviembre de este mismo año en China. El segundo, "Balance USA Tour", fue anunciado el 11 de octubre de 2019 con fechas en Estados Unidos en enero y febrero de 2020. Se usó un autobús vivienda para el equipo de Armin rotulado con los colores y la temática de Balance. Con motivo del lanzamiento de Balance, Armin ha anunciado la apertura de la "Balance Escape Room", una escape room localizada en Ámsterdam. Fue justo un día después del lanzamiento de Balance cuando Armin anuncia en las redes la localización de tres murales con motivo de su nuevo álbum.
Todos los murales contienen un Spotify Code que redirige al usuario a la lista de reproducción Armin van Buuren Presents de Spotify. Las localizaciones de los murales son: en México City (Condesa), 273 Tehuantepec; en NYC (Brooklyn), 348 Troutman Street; y en Ámsterdam City (Center), Nieuwezijds Voorburgwal 353. Armin instó en las redes a que los usuarios utilizaran el hashtag #arminXbalance para compartir todo el material que los fanes compartan tanto de su nuevo álbum como de los murales.
El 12 de noviembre de 2019, tras lanzar Balance, anunció un nuevo show especial para el 21 y 22 de mayo de 2020 en el Ziggo Dome (Ámsterdam). El show se titulará This Is Me y sigue los pasos de los Armin Only: él será el artista principal y en este caso tocará durante cuatro horas y media. En el anuncio, justificó este espectáculo como una celebración de sus 25 años de experiencia como productor, de hecho se refiere a Balance como una prueba de este enfoque personal e íntimo que él pone en cada producción desde que ha empezado; buscando el equilibrio entre el trabajo, la producción musical y su vida personal. Hace hincapié en lo divertido que es para él aventurarse en "territorios conocidos y desconocidos" y en cómo ha aprendido "aceptándose a sí mismo y a su sonido". This Is Me promete ser un show único donde Armin mostrará "todos sus lados en un único lugar: performances en los mainstages, A State of Trance, Armin Only, hits de radio y mucho más".
El 23 de marzo de 2020, Van Buuren anunció que las fechas programadas de sus conciertos quedaban canceladas y se postergan para un momento indefinido debido a la pandemia por coronavirus.

### 2021-Actualidad: Nuevos éxitos
Armin van Buuren comenzó a sacar varios lanzamientos en el año 2021 como: Timmy Trumpet con el sencillo "Anita" y también otro track llamado "Yama" con el dúo israelí Vini Vici y entre otros temas.
En el año 2022 colaboró con el DJ ruso Shapov con estos tracks: "Welcome Home" y "Let's Rave, Make Love", también Realizó una colaboración con el dúo Neerlandés Blasterjaxx con su track "Superman" y sacó otras pistas como: "Feel Again" con Wrabel, "Echoes" con Florentin y Jordan Grace, "Let You Down", "Oumuamua", entre otros...

## Seudónimos y alias
Armin van Buuren ha trabajado bajo varios seudónimos, que se enumeran a continuación:
| - Armania - Armin - Darkstar - E=mc² | - Gimmick - Hyperdrive Inc. - Misteri A | - Perpetuous Dreamer - Problem Boy - Rising Star - The Shoeshine Factory |

Van Buuren también trabajó en varios proyectos conjuntos con:
| - Alibi (junto con Tiësto) - Electric Movement (junto con M.I.K.E.) - Electrix (junto con Floris Klinkert) - Gaia (junto con Benno de Goeij) - Lilmotion (junto con Dennis Verheugd und Sjaak Scheffer) - Major League (junto con Tiësto) | - Monsieur Basculant (junto con Johan Cyber) - Red & White (junto con Gert den Heijer) - Technology (junto con Gert den Heijer) - Wodka Wasters (junto con Olav Basoski) - DJ’s United (junto con Paul Oakenfold & Paul van Dyk en una producción a favor de las víctimas de Loveparade 2010) - Triple A (junto con Alex M.O.R.P.H. & Ana Criado) |

Apodos:
AvB, The King, Arminator, Mr Perfect, The King of Trance.

## A State of Trance

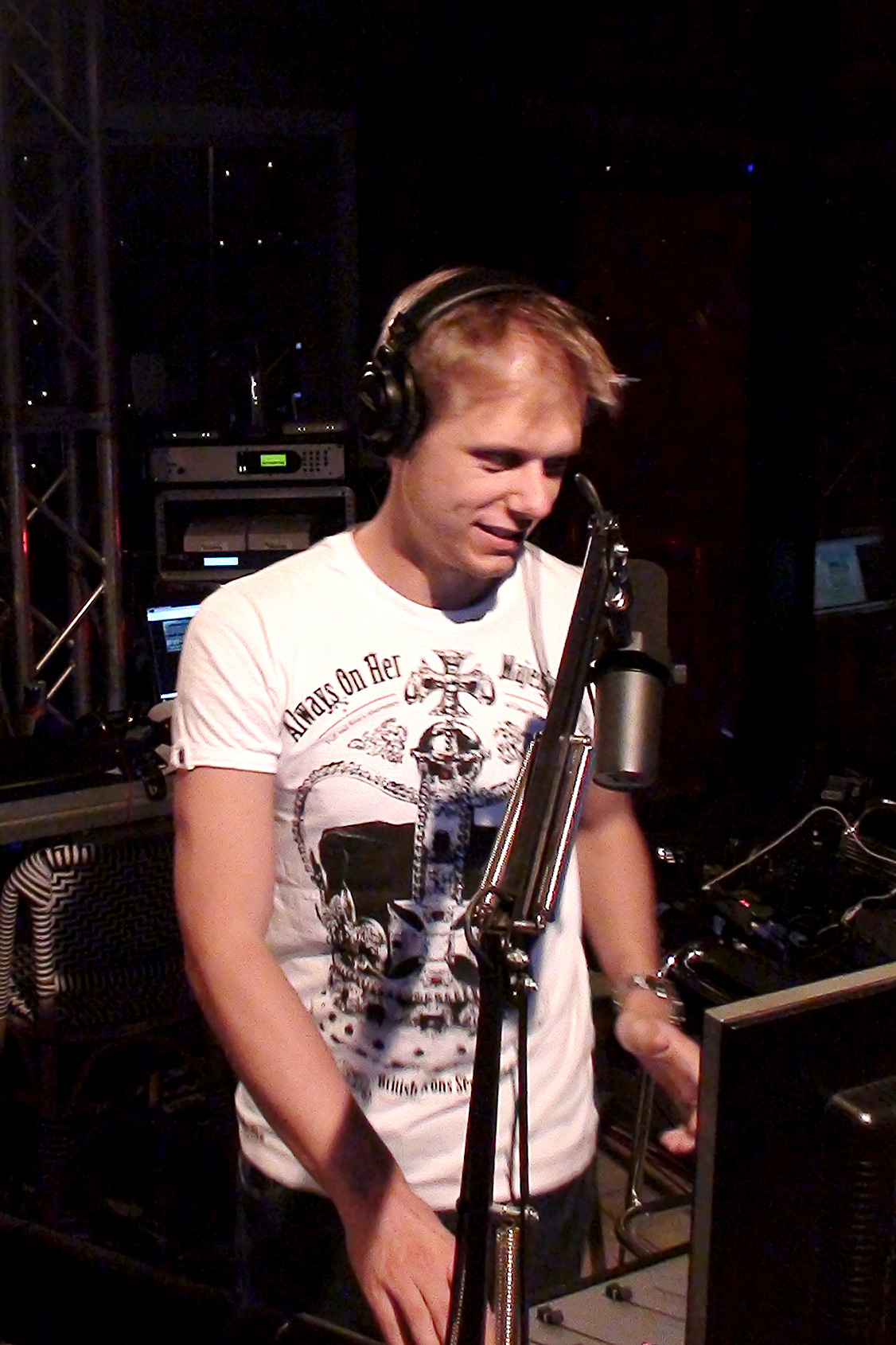
Armin van Buuren en vivo en A State of Trance episodio #500

En junio de 2001 se estrenó el programa de radio llamado A State Of Trance (conocido como ASOT) en la emisora neerlandesa ID&T, que contó con Armin van Buuren como anfitrión.
A State of Trance es un programa radial de dos horas que se transmite los jueves de cada semana con las principales novedades en música Trance y Progressive. Una de las razones por las cuales el programa contó con tanto éxito, aparte de por su calidad y su rápida difusión en internet vía P2P y sitios dedicados a la música Trance, fue el hecho que se publicara el tracklist' de cada programa en el sitio web oficial de Armin van Buuren. Sin embargo en 2004 Armin anunció que, debido al cambio de licencia de emisión de ID&T que dejaría la música electrónica para pasar al Pop, se llevaría su programa a otra emisora. Tras un breve paso por ETN.fm, Armin se estableció en la emisora neerlandesa Fresh FM emitiendo allí su programa en su idioma nativo, mientras que contrató los servicios de TheRadioDepartment para licenciar el programa, en su edición internacional, a nivel mundial, programa que alcanza ya las 25 emisoras en diferentes países. Actualmente además de esas 25 emisoras, A State Of Trance puede ser escuchado en todo el mundo a través del canal de Trance de Digitally Imported Radio (radio por internet). El 25 de mayo de 2006, A State Of trance celebró su episodio número 250 con una gran fiesta en la discoteca neerlandesa ASTA Dance Theatre en The Hague. Desde allí se emitió el programa en riguroso directo a todo el mundo.
El 17 de mayo de 2007 Armin van Buuren celebró el episodio 300 de su programa de radio A State of Trance en Pettelse Schans's - Hertogenbosch (Holanda). Además, contó con la participación de conocidos DJ's como Aly & Fila, Marcel Woods, Menno de Jong, Sean Tyas y Markus Schulz.
Cada 50 episodios, o sea anualmente, se celebra una gran gira mundial con shows en vivo en diferentes países del mundo, con la participación de muchos DJs de todo el planeta.
El 2 de febrero de 2017, Armin van Buuren inauguró oficialmente el nuevo estudio de radio A State of Trance en Ámsterdam como parte de las celebraciones del episodio 800 del programa de radio. El estudio está ubicado en la sede de Armada y desde su apertura, todos los episodios de A State of Trance se transmiten en video en las páginas de Facebook y YouTube de Armin van Buuren.
Con las nuevas adaptaciones hechas posibles por el nuevo estudio, introdujo un nuevo segmento del programa de radio llamado "Service for Dreamers" donde invita a los fanáticos a enviar sus pistas de trance favoritas que tienen un significado especial para ellos y todas las semanas una canción es elegida para ser presentada en vivo en el programa y presentada por los fanáticos del programa de radio en vivo, ya sea a través de un walk-in, llamada telefónica, Skype u otros medios de contacto.

## Presentaciones en vivo

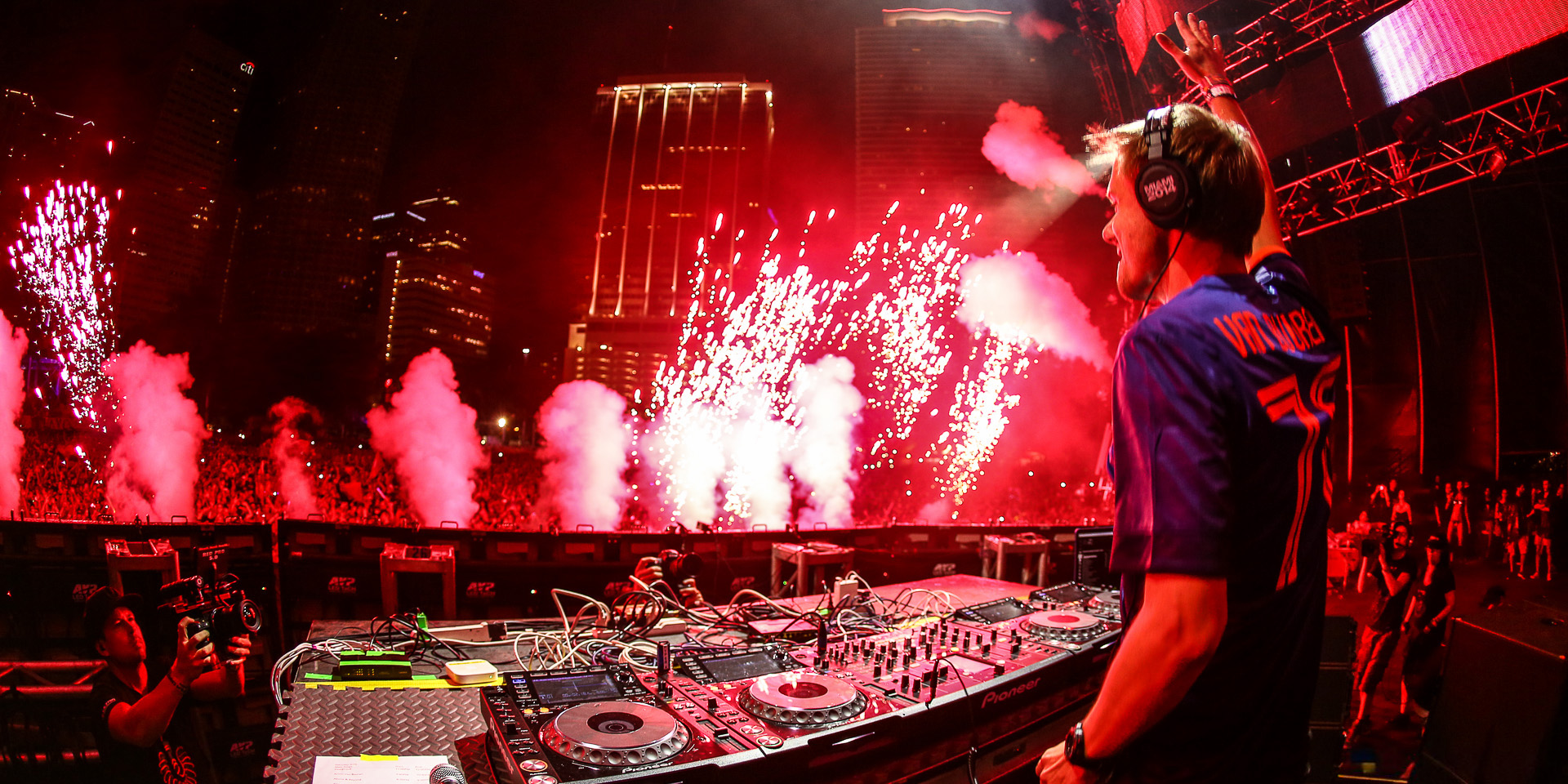
Armin van Buuren en el Ultra Music Festival 2014

Mientras Armin trabajaba en Nexus llegó a trabajar por largas horas y hasta siete horas por jornada. Van Buuren aprovechaba sus vacaciones escolares para trabajar más, ya que nunca dejó de disfrutar su trabajo.
En la Actualidad, Armin se presenta en diferentes lugares antros, club's, conciertos y Festivales, más importantes de la música electrónica que hay en el mundo, tal como Ultra Music Festival, Tomorrowland, Electric Daisy Carnival, entre otros.
Además de contar con las ediciones de las giras que hace en Armin Only.

## Discografía
- 2003: 76
- 2005: Shivers
- 2008: Imagine
- 2010: Mirage
- 2013: Intense
- 2015: Embrace
- 2019: Balance
- 2021: A State Of Trance Forever
- 2023: Feel Again
- 2025: Breathe

## Condecoraciones

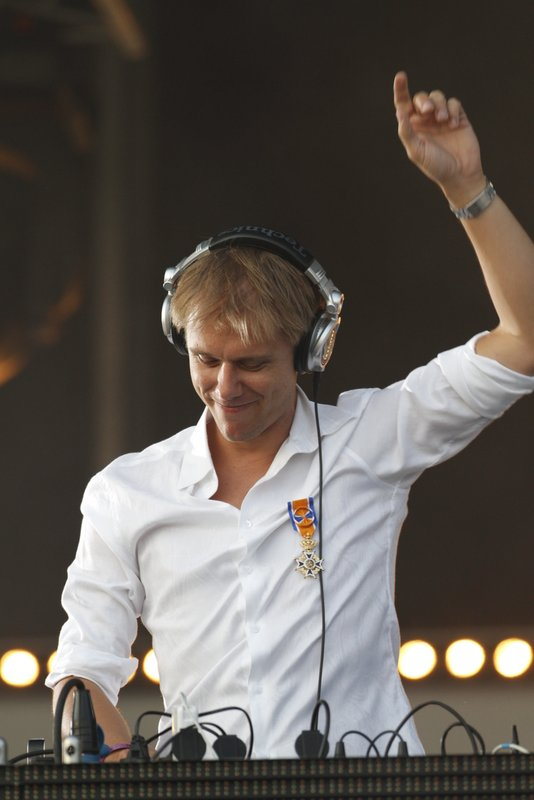
Armin van Buuren durante el Día de la Reina de 2011.

En 2011, Armin van Buuren fue nombrado Oficial de la Orden de Orange-Nassau por sus servicios musicales.

## Ranking DJmag
- En 2001 la revista DJ Magazine incluyó a Armin en su lista de Top-100 DJs mundiales; Armin entró en la posición número 27.
- En 2002 van Buuren alcanzó la quinta posición en el ranking mundial.
- En el 2003, 2004 y 2005 se llevó el tercer lugar.
- En 2006, Armin van Buuren toma la posición # 2 del mundo, acercándose a Paul van Dyk quien llevaba 2 años consecutivos como # 1 del mundo.
- En 2007 logra conseguir el puesto #1, quedando así como el mejor DJ del mundo, posición que repetiría en los años 2008, 2009 y 2010.
- En 2011 pierde la racha de ser el Dj #1, siendo superado por el DJ francés David Guetta bajando a la posición #2 del ranking.
- En 2012, vuelve a ser el DJ #1, convirtiéndose en el dj que más veces (5 veces en total) ha estado en la posición #1 en la historia de la revista española hasta la fecha.
- En 2013 pierde de nuevo el título, esta vez superado por Hardwell.
- En 2014 baja de nuevo quedando en la posición #3 del ranking.
- En 2015 baja de nuevo esta vez saliendo del podio quedando en la posición #4; cediéndole el lugar a Martin Garrix.
- En 2016 mantiene la posición #4 del ranking, manteniéndose entre los mejores 5 Dj's.
- En 2017 sube, quedando en la posición #3 del ranking.
- En 2018 baja otra vez del podio, ocupando el cuarto puesto.
- En 2019 mantiene la #4 del ranking, manteniéndose entre los mejores 5 Dj's.
- En 2020 se mantiene en la posición #4 del ranking.
- En 2021 sube a la posición #3, su sexta vez como tercero mejor del mundo.*
- En 2022 baja del podio ocupando la posición #5.
- En 2023 se mantiene en la posición #5 del ranking.
- En 2024 ubicó la posición #6, saliendo del top 5 luego de 22 años consecutivos.

### Línea de Posiciones
| DJ               | 2001 | 2002 | 2003 | 2004 | 2005 | 2006 | 2007 | 2008 | 2009 | 2010 | 2011 | 2012 | 2013 | 2014 | 2015 | 2016 | 2017 | 2018 | 2019 | 2020 | 2021 | 2022 | 2023 | 2024 |
| ---------------- | ---- | ---- | ---- | ---- | ---- | ---- | ---- | ---- | ---- | ---- | ---- | ---- | ---- | ---- | ---- | ---- | ---- | ---- | ---- | ---- | ---- | ---- | ---- | ---- |
| Armin van Buuren | 27°  | 5°   | 3°   | 3°   | 3°   | 2°   | 1°   | 1°   | 1°   | 1°   | 2°   | 1°   | 2°   | 3°   | 4°   | 4°   | 3°   | 4°   | 4°   | 4°   | 3°   | 5°   | 5°   | 6°   |

## Ranking 101 Productores (1001 Tracklist)
| DJ               | 2016 | 2017 | 2018 | 2019 | 2020 | 2021 | 2022 | 2023 | 2024 |
| ---------------- | ---- | ---- | ---- | ---- | ---- | ---- | ---- | ---- | ---- |
| Armin van Buuren | 20°  | 14°  | 12°  | 6°   | 3°   | 4°   | 7°   | 20°  | 11°  |

## Ranking TrancePodium
Trancepodium DJ Top 50/100
- Top 50 hasta 2013, Top 100 desde 2014.

| DJ               | 2010 | 2011 | 2012 | 2013 | 2014 | 2015 | 2016 | 2017 | 2018 | 2019 | 2020 | 2021 |
| ---------------- | ---- | ---- | ---- | ---- | ---- | ---- | ---- | ---- | ---- | ---- | ---- | ---- |
| Armin van Buuren | 1°   | 1°   | 1°   | 1°   | 2°   | 2°   | 2°   | 1°   | 1°   | 2°   | 3°   | 4°   |

## Premios y nominaciones

### Premios Grammy
| Año  | Canción Nominada                                                         | Categoría                                  | Resultado |
| ---- | ------------------------------------------------------------------------ | ------------------------------------------ | --------- |
| 2014 | Armin van Buuren featuring Trevor Guthrie – "This Is What It Feels Like" | "Premio Grammy a la mejor grabación dance" | Nominado  |

### International Dance Music Awards
| Año  | Trabajo Nominado                                    | Categoría                           | Resultado |
| ---- | --------------------------------------------------- | ----------------------------------- | --------- |
| 2004 | Armin van Buuren                                    | Best European DJ                    | Nominado  |
| 2005 | "Burned with Desire"                                | Best Hi-NRG / Euro Track            | Nominado  |
| 2005 | Armin van Buuren                                    | Best European DJ                    | Nominado  |
| 2005 | Armin van Buuren                                    | Best Global DJ                      | Nominado  |
| 2005 | Armin van Buuren (for A State of Trance)            | Best Dance Radio Mix Show DJ        | Ganador   |
| 2005 | A State of Trance 2004 (as Producer)                | Best Full Length DJ Mix CD          | Ganador   |
| 2006 | Armin van Buuren                                    | Best European DJ                    | Nominado  |
| 2006 | Armin van Buuren (for A State of Trance)            | Best Dance Radio Mix Show DJ        | Nominado  |
| 2006 | A State of Trance 2005 (as Producer)                | Best Full Length DJ Mix CD          | Nominado  |
| 2007 | Armin van Buuren                                    | Best Global DJ                      | Nominado  |
| 2007 | Armin van Buuren                                    | Best Producer                       | Nominado  |
| 2007 | Armin van Buuren (for A State of Trance)            | Best Radio Mix Show DJ              | Ganador   |
| 2007 | A State of Trance 2006 (as Producer)                | Best CD Compilation                 | Nominado  |
| 2008 | Armin van Buuren                                    | Best European DJ                    | Ganador   |
| 2008 | Armin van Buuren                                    | Best Global DJ                      | Nominado  |
| 2008 | Armin van Buuren                                    | Best Producer                       | Nominado  |
| 2008 | Armin van Buuren (for A State of Trance)            | Best Radio Mix Show DJ              | Ganador   |
| 2008 | A State of Trance 2007 (as Producer)                | Best CD Compilation                 | Nominado  |
| 2009 | "In and Out of Love" (feat. Sharon den Adel)        | Best Progressive House/Trance Track | Ganador   |
| 2009 | "In and Out of Love" (feat. Sharon den Adel)        | Best Music Video                    | Ganador   |
| 2009 | Armin van Buuren                                    | Best European DJ                    | Ganador   |
| 2009 | Armin van Buuren                                    | Best Global DJ                      | Nominado  |
| 2009 | Armin van Buuren (for A State of Trance)            | Best Radio Mix Show DJ              | Ganador   |
| 2009 | A State of Trance 2008 (as Producer)                | Best CD Compilation                 | Nominado  |
| 2010 | "Broken Tonight" (feat. Vanvelzen)                  | Best Trance Track                   | Nominado  |
| 2010 | Armin van Buuren                                    | Best European DJ                    | Nominado  |
| 2010 | Armin van Buuren                                    | Best Global DJ                      | Ganador   |
| 2010 | Armin van Buuren                                    | Best Producer                       | Nominado  |
| 2010 | Armin van Buuren (for A State of Trance)            | Best Radio Mix Show DJ              | Nominado  |
| 2010 | A State of Trance 2009 (as Producer)                | Best CD Compilation                 | Nominado  |
| 2010 | A State of Trance (as Host)                         | Best Podcast                        | Ganador   |
| 2011 | "Not Giving Up on Love" (feat. Sophie Ellis-Bextor) | Best Commercial Dance Track         | Nominado  |
| 2011 | "Not Giving Up on Love" (feat. Sophie Ellis-Bextor) | Best Trance Track                   | Ganador   |
| 2011 | "Orbion"                                            | Best Trance Track                   | Nominado  |
| 2011 | Armin van Buuren                                    | Best European DJ                    | Ganador   |
| 2011 | Armin van Buuren                                    | Best Global DJ                      | Ganador   |
| 2011 | Armin van Buuren                                    | Best Producer                       | Nominado  |
| 2011 | Armin van Buuren (for A State of Trance)            | Best Radio Mix Show DJ              | Ganador   |
| 2011 | A State of Trance 2010 (as Producer)                | Best Full Length DJ Mix             | Ganador   |
| 2011 | A State of Trance (as Host)                         | Best Podcast                        | Ganador   |
| 2012 | "Feels So Good" (feat. Nadia Ali)                   | Best Trance Track                   | Ganador   |
| 2012 | Armin van Buuren                                    | Best European DJ                    | Nominado  |
| 2012 | Armin van Buuren                                    | Best Global DJ                      | Ganador   |
| 2012 | Armin van Buuren                                    | Best Producer                       | Nominado  |
| 2012 | Armin van Buuren (for A State of Trance)            | Best Radio Mix Show DJ              | Ganador   |
| 2012 | A State of Trance 2011 (as Producer)                | Best Full Length DJ Mix             | Nominado  |
| 2012 | Universal Religion Chapter 5 (as Producer)          | Best Full Length DJ Mix             | Nominado  |
| 2012 | A State of Trance (as Host)                         | Best Podcast                        | Ganador   |
| 2013 | "J'ai Envie de Toi" (pres. Gaia)                    | Best Trance Track                   | Ganador   |
| 2013 | "Suddenly Summer" (feat. Ana Criado)                | Best Trance Track                   | Nominado  |
| 2013 | Armin van Buuren                                    | Best European DJ                    | Nominado  |
| 2013 | Armin van Buuren                                    | Best Global DJ                      | Ganador   |
| 2013 | Armin van Buuren                                    | Best Artist (solo)                  | Nominado  |
| 2013 | Armin van Buuren                                    | Best Producer                       | Ganador   |
| 2013 | Armin van Buuren (for A State of Trance)            | Best Radio Mix Show DJ              | Ganador   |
| 2013 | A State of Trance 2012 (as Producer)                | Best Full Length DJ Mix             | Nominado  |
| 2013 | A State of Trance (as Host)                         | Best Podcast                        | Ganador   |

### DJ Awards
| Año  | Nominado         | Categoría              | Resultado |
| ---- | ---------------- | ---------------------- | --------- |
| 2004 | Armin van Buuren | Mejor DJ Trance        | Nominado  |
| 2005 | Armin van Buuren | Mejor DJ Trance        | Nominado  |
| 2006 | Armin van Buuren | Mejor DJ Trance        | Nominado  |
| 2007 | Armin van Buuren | Mejor DJ Trance        | Nominado  |
| 2008 | Armin van Buuren | Mejor DJ Trance        | Ganador   |
| 2009 | Armin van Buuren | Mejor DJ internacional | Ganador   |
| 2009 | Armin van Buuren | Mejor DJ Trance        | Ganador   |
| 2010 | Armin van Buuren | Mejor DJ internacional | Nominado  |
| 2010 | Armin van Buuren | Mejor DJ Trance        | Ganador   |
| 2011 | Armin van Buuren | Mejor DJ internacional | Ganador   |
| 2011 | Armin van Buuren | Mejor DJ Trance        | Ganador   |
| 2012 | Armin van Buuren | Mejor DJ internacional | Ganador   |
| 2012 | Armin van Buuren | Mejor DJ Trance        | Ganador   |
| 2013 | Armin van Buuren | Mejor DJ internacional | Ganador   |
| 2013 | Armin van Buuren | Mejor DJ Trance        | Ganador   |
| 2014 | Armin van Buuren | Mejor DJ internacional | Nominado  |
| 2014 | Armin van Buuren | Mejor DJ Trance        | Ganador   |
| 2015 | Armin van Buuren | Mejor DJ internacional | Nominado  |
| 2015 | Armin van Buuren | Mejor DJ Trance        | Ganador   |
| 2016 | Armin van Buuren | Mejor DJ internacional | Nominado  |
| 2016 | Armin van Buuren | Mejor DJ Trance        | Ganador   |
| 2017 | Armin van Buuren | Mejor Dj internacional | Nominado  |
| 2017 | Armin van Buuren | Mejor DJ Trance        | Ganador   |

## Armin VLOG

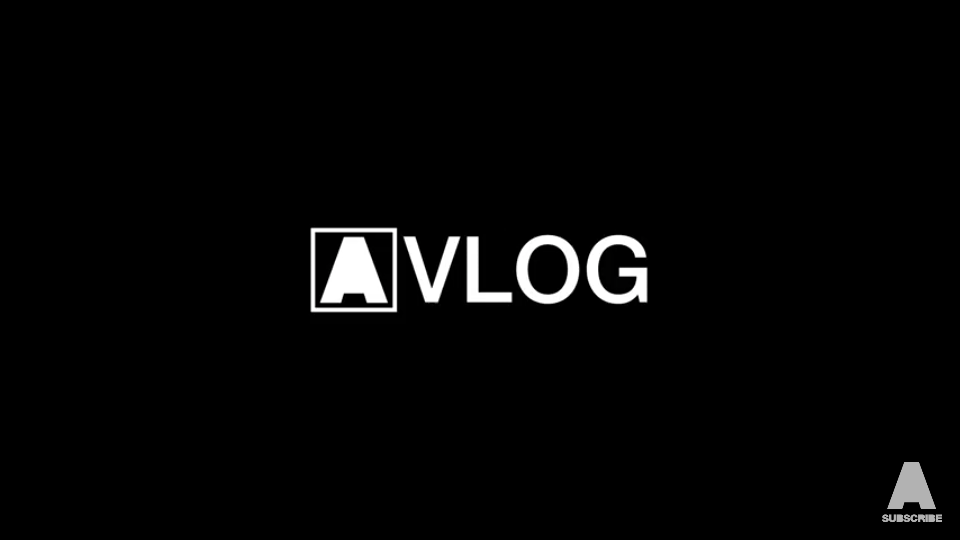
Logo de Armin Vlog.

Armin vlog es una sección reciente de Armin donde los miércoles de cada semana, (antes los jueves antes de iniciar el episodio de la semana de A State of Trance) comparte un video a través de sus redes sociales mostrando su vida personal, sus proyectos futuros y detrás de los reflectores y las cámaras de los escenarios. Dando muestra de la convivencia que hay entre su familia, amigos, equipo de trabajo, colegas del mismo medio, artistas, y famosos.